# 斯坦尼斯拉夫·斯米尔诺夫
斯坦尼斯拉夫·斯米尔诺夫（1970年9月3日—），俄罗斯数学家，2010年菲尔兹奖得主。现任瑞士日内瓦大学教授。

## 生平
1970年出生于当时的苏联列宁格勒（今圣彼得堡）。本科就读于圣彼得堡大学，指导老师Victor Havin，之后留学美国。1996年，获得加州理工学院博士学位，博士导师Nikolai Makarov。曾在美国耶鲁大学、德国波恩马克斯·普朗克数学研究所、美国普林斯顿高等研究院从事研究。
1998年，前往斯德哥尔摩皇家理工学院从事研究。2003年，加入瑞士日内瓦大学。

## 荣誉
- 1986年，国际数学奥林匹克竞赛，金牌，满分奖（代表苏联国家队参赛）；
- 1987年，国际数学奥林匹克竞赛，金牌，满分奖（代表苏联国家队参赛）；
- 2001年，萨兰奖(Salem Prize，和Oded Schramm一同获得)；
- 2001年，克莱数学研究奖（Clay Research Award）；[1]
- 2002年，戴维森奖（Rollo Davidson Prize）；
- 2004年，欧洲数学会奖（European Mathematical Society Prize）；
- 2010年，菲尔兹奖。[2]